# Скрытоухие агамы
Скрытоухие агамы (лат. Otocryptis) — род ящериц из семейства агамовых, обитающий в Юго-Восточной Азии.

## Описание
Общая длина представителей этого рода колеблется от 11 до 22 см. Цвет кожи коричневый с красноватым оттенком, самцы темнее самок. Хвост длиннее туловища. Голова короткая и тупая с большими выпуклыми глазами. Конечности достаточно крепкие, задние длиннее и больше передних. Особенностью этих агам является отсутствие внешней барабанной перепонки, отсюда и происходит их название. Есть длинная горловая сумка, у самцов она больше, чем у самок. У Otocryptis nigristigma на горловом мешке есть чёрные пятна .

## Образ жизни
Обитают в дождевых лесах, на плантациях сельскохозяйственных культур, усадьбах, виноградниках, где прячутся возле деревьев. Встречаются достаточно высоко в горах. Активны днём. Передвигаются по земле, но также хорошо лазают по деревьям. Умеют бегать на задних лапах. Питаются насекомыми, их личинками, побегами растений.

## Размножение
Это яйцекладущие ящерицы.

## Распространение
Ареал охватывает южную Индию и остров Шри-Ланка.

## Классификация
На июль 2018 года в род включают 3 вида:
- Otocryptis beddomii Boulenger, 1885 — Скрытоухая агама[1]
- Otocryptis nigristigma Bahir and Silva, 2005
- Otocryptis wiegmanni Wagler, 1830 — Цейлонская скрытоухая агама[1]

## Галерея

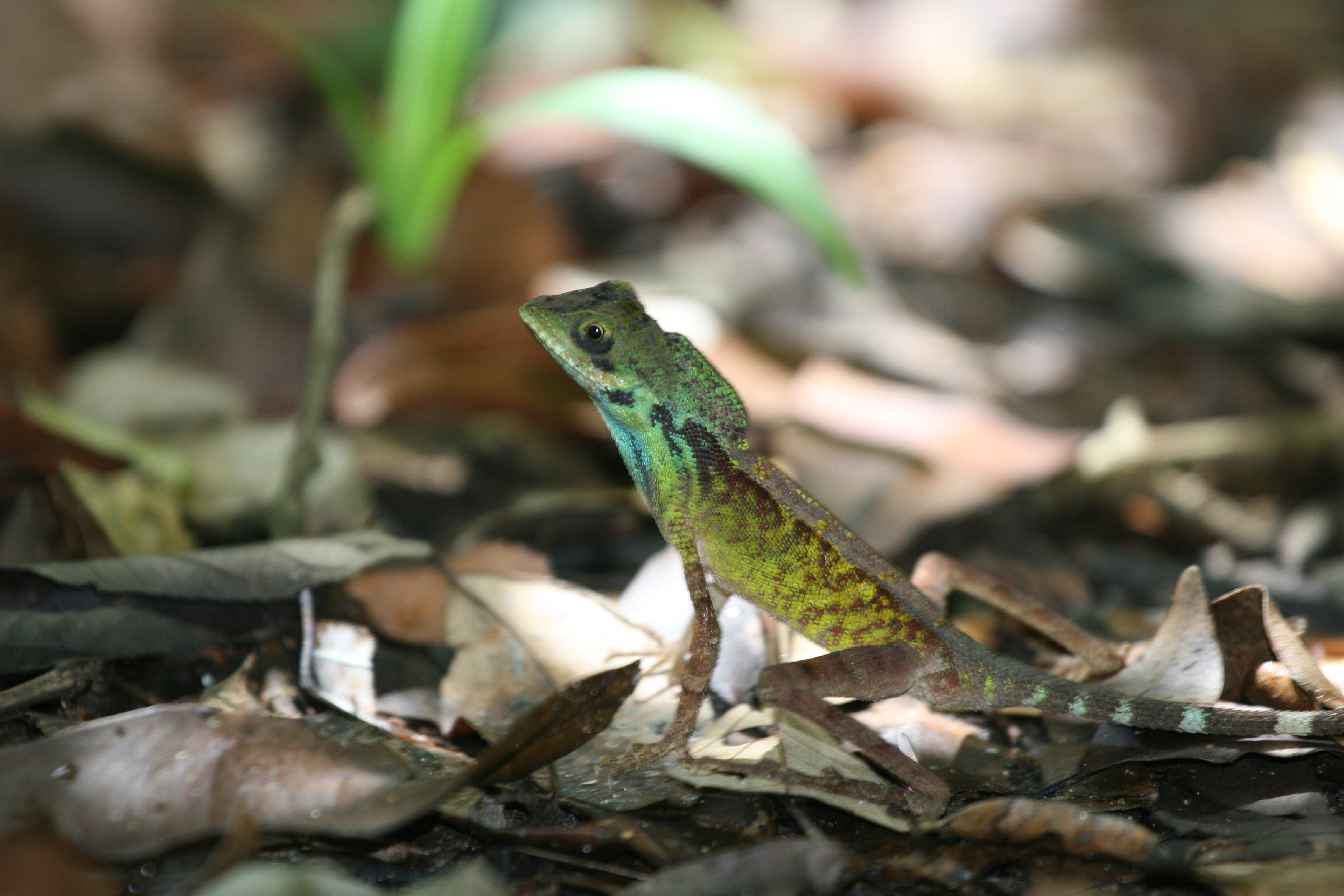
Otocryptis nigristimata
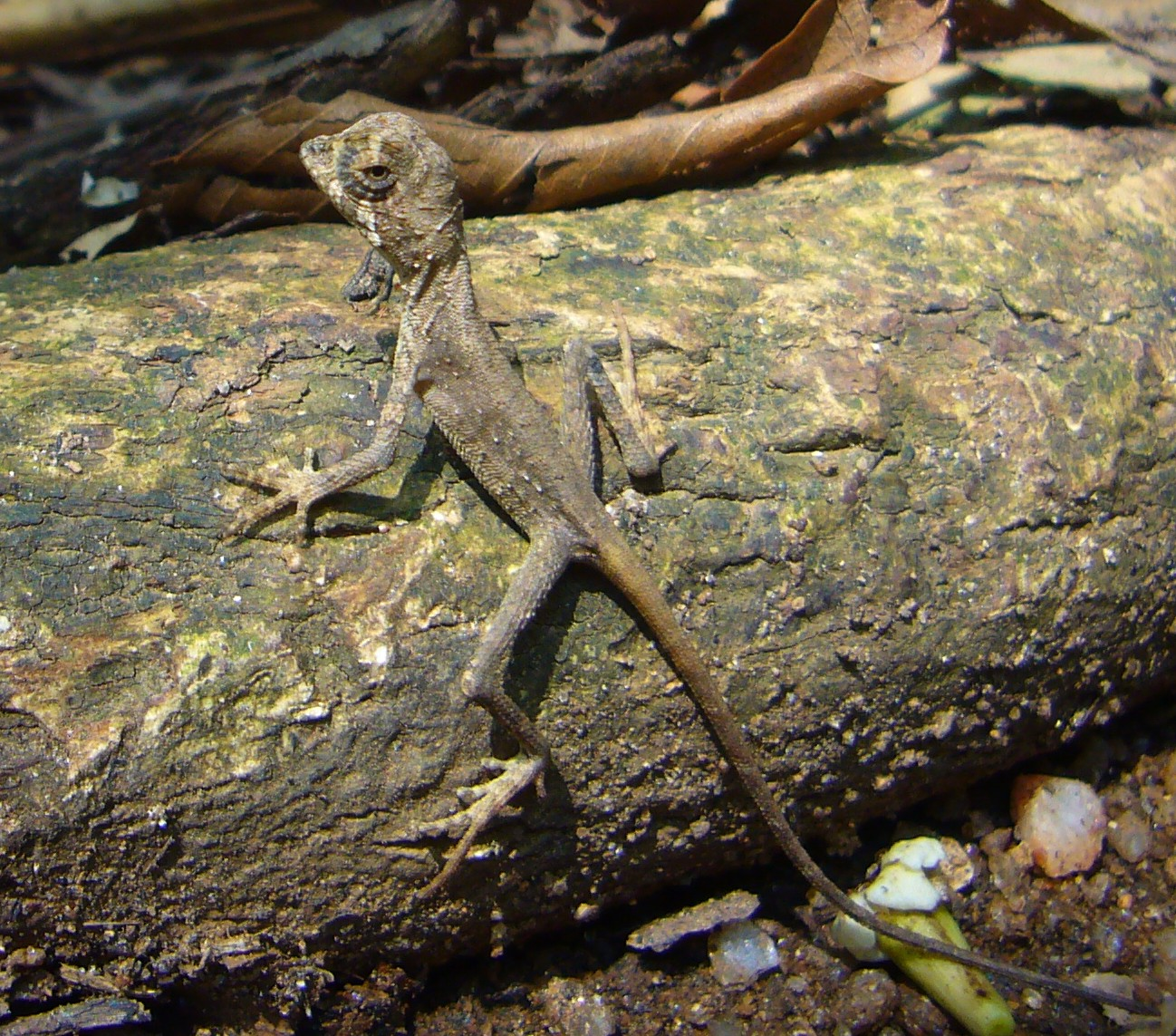
Цейлонская скрытоухая агама